# مرکز مالی بین‌المللی گویانگ
مرکز مالی بین‌المللی گویانگ (به لاتین: Guiyang International Financial Center) یک آسمان‌خراش‌ در چین است که در گوئیانگ واقع شده‌است.